# Biblioteca Municipal Fábio Villaboim
A Biblioteca Municipal Fábio Villaboim é a biblioteca municipal de Paraty, Rio de Janeiro e foi fundada em 1872. Em 1997 foi transferida para a antiga cadeia do município, onde permanece até hoje. Se encontra registrada no Sistema Nacional de Bibliotecas Públicas sob o número 1117 e no Guia de Bibliotecas Públicas do Estado do Rio de Janeiro sob o número 91. Possui um acervo de quase vinte mil volumes e 533 sócios.